# Stefano di Ceccano
Stefano di Ceccano (Ceccano, 1170 circa – Roma, 23 novembre 1227) è stato un cardinale italiano.

## Biografia
Appartenente alla famiglia dei Da Ceccano o Conti di Ceccano, entrò a far parte dell'ordine dei cistercensi e, come già Giordano da Ceccano prima di lui, fu abate di Fossanova. In effetti nelle fonti è spesso chiamato "Stefano di Fossanova". Ebbe legami di amicizia con Domenico di Guzmán, fondatore dell'ordine dei domenicani. Papa Innocenzo III lo elevò al rango di cardinale durante il concistoro del 18 febbraio 1212. Tra il 1212 e il 1213 fu cardinale diacono di Sant'Angelo in Pescheria e successivamente cardinale presbitero dei Santi XII Apostoli. Nel 1219 divenne, inoltre, camerlengo. 
Il cardinale Stefano di Ceccano partecipò al conclave del 1216, che elesse papa Onorio III.